# Laborschule
Eine Laborschule oder Versuchsschule ist eine experimentelle Schule, die typischerweise einem pädagogischen Forschungs- und Ausbildungsinstitut angegliedert ist.
In einer Laborschule findet regelmäßiger Unterrichtsbetrieb statt, durch den Schüler eine Schulbildung erhalten, die der an Regelschulen vermittelten mindestens gleichwertig sein soll. Zugleich dient eine Laborschule der pädagogischen Forschung und zumeist auch der Ausbildung von Pädagogen.
Eine Laborschule ähnelt somit einem Universitätskrankenhaus, das zugleich der Patientenversorgung wie auch der akademischen Forschung und Lehre dient. Jedoch ist diese Verbindung von Forschung, praktischer Anwendung und Lehre in der Pädagogik, anders als in der Medizin, eine Ausnahme. Außer der traditionell auf einen Theorie-Praxis-Verbund ausgerichteten Lehrerbildung an den Pädagogischen Hochschulen haben die meisten pädagogischen Ausbildungsstätten keinen angegliederten Schulbetrieb.
In Staaten mit eng reglementierter staatlicher Schulaufsicht benötigen Laborschulen unter Umständen gesetzliche Ausnahmeregelungen.

## Beispiele
Die erste Laborschule wurden von John Dewey an der neuen Universität Chicago (Elementary School 1896 mit etwa 80 Schülern und Vorschule) gegründet. Ella Flagg Young war von 1901 bis 1904 die Supervisorin der erst von ihr so genannten Laboratory School (1903 mit 140 Schülern und 23 Lehrkräften). Ihre Prinzipien waren Kindzentrierung und Tätigkeitszentrierung. 1904 verließen John und Alice Dewey Chicago, um an das Teachers College der Columbia University in New York zu gehen, wo er 1915 Schools of Tomorrow veröffentlichte.
Eine ähnliche Verbindung von Forschung, Lehre und Anwendung, wenn auch nicht unter dem Namen „Laborschule“, gab es bereits im 19. Jahrhundert in Jena, wo die Herbartianer Karl Volkmar Stoy und Wilhelm Rein ein pädagogisches Seminar mit Übungsschule betrieben, welches dann von Peter Petersen weitergeführt wurde und zur Entwicklung seines Jena-Plans beitrug.
In Nordrhein-Westfalen gibt es seit 1974 die Laborschule Bielefeld, die von Hartmut von Hentig begründet worden ist und von der Universität Bielefeld betrieben wird. Sie zeichnet sich durch altersgemischte Lerngruppen im Schuleingangsbereich und verschiedene Varianten der Erfahrungsorientierung aus. Dafür war ein eigenes Landesgesetz notwendig.
Weitere Beispiele sind von 2004 bis 2008 die Kunst- und Medienpädagogische Laborschule in Flensburg und die Laborschule Dresden.